# Глюкозооксидаза
Глюкозооксидаза, D-глюкозо-1-оксидаза (КФ 1.1.3.4 Архивная копия от 28 сентября 2006 на Wayback Machine) — фермент, окисляющий β-D-глюкозу до глюконо-1,5-лактона, который спонтанно гидролизуется до глюконовой кислоты. При этом образуется пероксид водорода.

## Структура
Глюкозооксидаза — это димерный белок, который содержит в качестве кофактора флавинадениндинуклеотид (ФАД), распространённый компонент окислительно-восстановительных реакций.
Фермент имеет эллиптическую форму. Состоит из 580 остатков аминокислот, ФАД-кофактор, шесть N-ацетилглюкозаминных остатков и три остатка маннозы. Размеры молекулы: 6,0нм X 5,2нм X 7,7нм.
В процессе реакции ФАД принимает два электрона и восстанавливается до ФАД-H2. Затем оба электрона с ФАД-H2 переходят на молекулярный кислород с образованием ФАД и пероксида водорода.

## Применение
Глюкозооксидаза может переносить электроны не только на кислород, но и на металлы, поэтому этот фермент широко используется в биосенсорах для измерения уровня глюкозы. Такие биосенсоры составляют центральную часть приборов, определяющих уровень сахара, например, в крови у больных диабетом.

## См.также
- Глюкометр

## Внешние ссылки
- "Glucose Oxidase:  A much used and much loved enzyme in biosensors" at www-biol.paisley.ac.uk